# Gluck (artista)
Gluck, de nombre de nacimiento Hannah Gluckstein (Londres, 13 de agosto de 1895 - 10 de enero de 1978), fue una persona británica dedicada a la pintura que rechazó cualquier nombre de pila o título de tratamiento (como "Srta." o "Sr.") ya que era de género no conforme, aunque usó nombres como Peter y Hig.

## Trayectoria
Gluck nació en el seno de una familia judía adinerada en Londres. El padre de Gluck era Joseph Gluckstein, cuyos hermanos, Isidore y Montague, habían fundado J. Lyons and Co., una cadena de salones de té y un imperio de catering. La madre de Gluck, nacida en Estados Unidos, Francesca Halle, fue una cantante de ópera, y su hermano, Sir Louis Gluckstein, un político conservador. 
Gluck asistió a la Escuela de Arte de St John's Wood entre 1913 y 1916, antes de trasladarse al valle de Lamorna, al oeste de Cornualles, y unirse a una colonia de artistas que vivían allí. En los años 1920 y 1930, Gluck se hizo célebre por sus retratos y pinturas florales. Estas últimas se vieron influenciadas por la decoradora de interiores Syrie Maugham. En octubre de 1924, Gluck hizo su primera exposición individual en las Galerías Dorien Leigh en South Kensington, Londres.
Gluck insistió en que se le conociera solo como Gluck, "sin prefijo, sufijo o citas", y cuando una sociedad artística, de la que era vicepresidente, le identificó como "Miss Gluck" en su membrete, Gluck dimitió. Aunque pasó por Gluck en la esfera pública, prefería que su círculo íntimo de amigos le llamaran Peter. Gluck no se identificó con ninguna escuela o movimiento artístico y mostró su trabajo solo en exposiciones individuales. Su trabajo fue expuesto en un marco especial que Gluck inventó y patentó en 1932. Este marco, que se levantaba de la pared en tres niveles, pintado o empapelado para hacer juego con la pared de la que colgaba, hacía que las pinturas de la artista parecieran parte de la arquitectura de la habitación. 
Una de las pinturas más conocidas de Gluck, Medallion, es un doble retrato de Gluck y su amante, Nesta Obermer, inspirado en una noche de 1936 después de  asistir a una producción de Fritz Busch sobre Don Giovanni de Mozart. Según la biógrafa de Gluck, Diana Souhami, «se sentaron juntas en la tercera fila y sintieron que la intensidad de la música las fusionaba  en una sola persona que se correspondía con su amor». Gluck se refirió a él como la imagen "YouWe". Más tarde este retrato se usó como portada de una edición de Virago Press de El pozo de la soledad. Gluck tuvo también una relación romántica con la diseñadora floral británica Constance Spry, cuyo trabajo inspiró sus pinturas, y con la autora y cosmopolita Sybil Cookson.

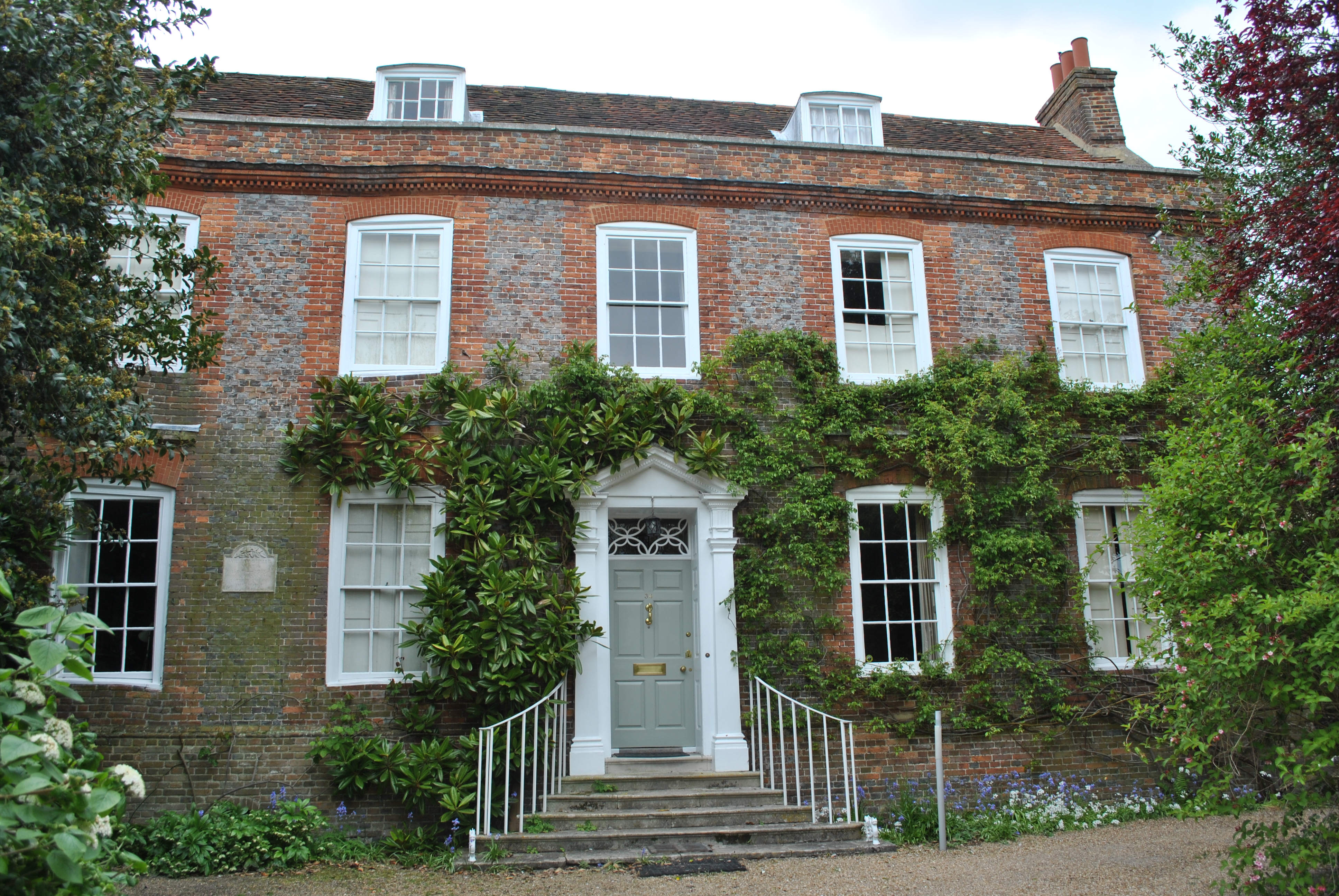
Chantry House, Steyning, 2017

En 1944, Gluck se trasladó a Chantry House en Steyning, Sussex, donde vivió con Edith Shackleton Heald hasta la muerte de esta última en 1976.
En la década de 1950, Gluck se mostró disconforme con las pinturas que se ofrecían a los artistas y batalló para incrementar la calidad de estas. Finalmente, persuadió a la British Standards Institution para crear nuevos patrones para las pinturas al óleo. Sin embargo, la campaña agotó la energía y el tiempo de Gluck hasta alejarle de la pintura durante más de una década. Gluck y Heald tuvieron un segundo hogar en Dolphin Cottage, en Lamorna.
A la edad de setenta años, usó pinturas especiales hechas a mano y regaladas por un fabricante que se tomó sus exigentes estándares como un desafío. Gluck volvió a pintar y montó otra exposición individual que fue bien recibida. Fue la primera exposición de Gluck desde 1937 y también la última. Murió en 1978. 
La última obra importante de Gluck fue una pintura de una cabeza de pez en descomposición en la playa titulada Rabia, Rabia contra la muerte de la luz.